# Maud Hyttenberg
Cilia Maud Eugenia Hyttenberg Bartoletti, född Hyttenberg den 26 april 1920 i Engelbrekts församling i Stockholm, död 8 mars 2009 i Oscars församling i Stockholm, var en svensk skådespelare.

## 1940-talet med Bergman och Branner
Maud Hyttenberg arbetade i början på 1940-talet med Ingmar Bergman på Sagoteatern i Medborgarhuset. Bergman anlitade också Hyttenberg för mindre roller i filmerna Kris (1946), Sånt händer inte här (1950), Till glädje (1950) och Kvinnodröm (1955).
Maud Hyttenberg reste på flera turnéer med Riksteatern, bland annat som Mrs Whitefield i Shaws Mannen och hans överman och Mrs Bryant i Arnold Weskers Nu börjar livet (mer känd som Rötter) som var en av teaterns största succéer säsongen 1963.
Hyttenberg gjorde 1972 Amman i Bernhard Krooks uppsättning av Romeo och Julia på Hallwylska palatset i Stockholm.
År 1979 knöts hon till ensemblen vid Norrköping-Linköping stadsteater (numera Östgötateatern). Hyttenberg har också gästat stadsteatrarna i Borås och Uppsala.

## På film, teve och i radio
Maud Hyttenberg gjorde sin första roll på TV-teatern 1965 i Lars Löfgrens uppsättning av Kerstin Thorvalls pjäs Den nya kvinnan. Därefter medverkade hon med diverse småroller i olika produktioner som i Tage Danielssons julkalender 1969 Herkules Jonssons storverk och Mille Schmidts Petter och Lotta på nya äventyr (1970) med Ittla Frodi och Berit Tancred med flera.
För många är nog Hyttenberg främst förknippad med rollen som studierektor Bertilssons sekreterare Fru Gyllenborg i TV-serien Dubbelstötarna (1980) med Björn Gustafson och Frej Lindqvist.
År 1982 arbetade hon åter med Ingmar Bergman då hon spelade Fröken Sinclair - en aktris i teatertruppen - i filmen och TV-serien Fanny och Alexander.
Maud Hyttenberg var verksam som skådespelare en bit in på 2000-talet med gästroller i teveproduktioner som Snoken, Beck – Öga för öga och gjorde med rollen som Dagny i kortfilmen Vit som snö (2009) sin sista roll. Hon har varit flitigt anlitad av Sveriges Radio och har medverkat i flera radiopjäser.

## Övrigt
Maud Hyttenberg är begravd på Norra begravningsplatsen utanför Stockholm.

## Filmografi
- 1946 – Kris
- 1949 – Kärleken segrar
- 1950 – Sånt händer inte här
- 1950 – Till glädje
- 1955 – Kvinnodröm
- 1959 – Brott i paradiset
- 1965 – Den nya kvinnan
- 1965 – Verandan
- 1969 – Eva – den utstötta
- 1970 – Skräcken har 1000 ögon
- 1970 – Kyrkoherden
- 1970 – Petter och Lotta på nya äventyr
- 1970 – Den magiska cirkeln
- 1970 – Väckning kl. 06.00
- 1971 – Lockfågeln
- 1980 – Dubbelstötarna (TV-serie)
- 1982 – Fanny och Alexander
- 1982 – Sagan om Heidi
- 1983 – Profitörerna (TV-serie)
- 1988 – Strul
- 1989 – Kajsa Kavat
- 1994 – Sommarmord
- 1995 – Esters testamente (TV-serie)
- 1997 – Snoken (TV-serie)
- 1998 – Beck – Öga för öga
- 1998 – Glöm inte mamma! (TV-serie)
- 2003 – Tur & retur

## Teater

### Roller (ej komplett)
| År   | Roll                           | Produktion                                                            | Regi                 | Teater                           |
| ---- | ------------------------------ | --------------------------------------------------------------------- | -------------------- | -------------------------------- |
| 1941 | Hippolyta                      | En midsommarnattsdröm (A Midsummer Night's Dream) William Shakespeare | Ingmar Bergman       | Sagoteatern                      |
| 1941 | Amman                          | Fågel blå Zacharias Topelius                                          | Ingmar Bergman       | Sagoteatern                      |
| 1945 | Damen från Arras               | Jacobowsky och översten (Jacobowsky und der Oberst) Franz Werfel      | Ingmar Bergman       | Helsingborgs stadsteater         |
| 1946 | Fru Krantzén                   | Rekviem Björn-Erik Höijer                                             | Ingmar Bergman       | Helsingborgs stadsteater         |
| 1946 | Kassörskan                     | Jag vill kärleken (Eurydice) Jean Anouilh                             | Per-Axel Branner     | Nya Teatern                      |
| 1949 | Elizabeth Almond               | Arvtagerskan (The Heiress) Ruth och Augustus Goetz                    | Per-Axel Branner     | Nya teatern                      |
| 1951 | Elizabeth Almond               | Arvtagerskan (The Heiress) Ruth och Augustus Goetz                    | Per-Axel Branner     | Riksteatern/ Nya Teatern         |
| 1954 | Dona Sirena, förnäm kopplerska | Skälmarnas stege (Los intereses creados ) Jacinto Benavente           | Soini Wallenius      | Atelierteatern                   |
| 1955 | Lady Elizabeth Mulhammer       | Privatsekreteraren (The Confidential Clerk) T.S. Eliot                | Hans Råstam          | Atelierteatern                   |
| 1956 | Elise, modern                  | Pelikanen August Strindberg                                           | Robert Lindahl       | Atelierteatern                   |
| 1959 | Isaella Camporese              | I sista minuten (Gli ultimi cinque minuti) Aldo De Benedetti          | Frank Sundström      | Lilla teatern                    |
| 1959 | Charlotte                      | Oscar Claude Magnier                                                  | Gösta Folke          | Lilla Teatern                    |
| 1960 | Mrs Whitefield                 | Mannen och hans överman (Man and Superman) George Bernard Shaw        | Gustaf Molander      | Riksteatern                      |
| 1962 | Mrs Boyle                      | Råttfällan (The Mousetrap) Agatha Christie                            | Jerk Liljefors       | Riksteatern                      |
| 1965 | Kvinna I                       | Isabella (Isabella, tre caravelle e un cacciaballe) Dario Fo          | Frank Sundström      | Stockholms stadsteater           |
| 1967 |                                | Den jäktade (Den stundesløse) Ludvig Holberg                          | Kotti Chave          | Skansens friluftsteater          |
| 1967 |                                | Skuggor (Swamp Creatures) Alan Seymour                                | Kaj Ahnhem           | Marsyasteatern                   |
| 1968 |                                | Nattcafé Bengt Bratt                                                  | Kaj Ahnhem           | Marsyasteatern                   |
| 1972 | Amman                          | Romeo och Julia (The Tragedy of Romeo and Juliet) William Shakespeare | Bernhard Krook       | Hallwylska palatset              |
| 1974 |                                | Huvudsaken är att kämpa väl? Lars Molin                               | Christian Lund       | Norrbottensteatern               |
| 1975 | Medverkande                    | Revyn Lars Molin och Bo Montelius                                     | Christian Lund       | Norrbottensteatern               |
| 1976 | Fru Engelstrand                | Den heliga familjen Rudolf Värnlund                                   | Christian Lund       | Norrbottensteatern               |
| 1977 |                                | Hermelinarna eller drömmen om stålverket Lars Molin och Macke Nilsson | Christian Lund       | Norrbottensteatern               |
| 1979 |                                | Krisen (The Crisis) John Somerville                                   | Lars Gerhard Norberg | Norrköping-Linköping stadsteater |
| 1980 | Oinone                         | Till Fedra Per Olov Enquist                                           | Gun Jönsson          | Norrköping-Linköping stadsteater |
| 1983 | Gertrude Stein                 | Gertrude Stein, Gertrude Stein, Gertrude Stein Mary Martin            |                      | Östgötateatern/ Södra Teatern    |
| 1986 | Martha Brewster                | Arsenik och gamla spetsar (Arsenic and Old Lace) Joseph Kesselring    |                      | Östgötateatern                   |
| 1988 |                                | Kvinnornas Decamerone (Zhenskij Dekameron) Julia Voznesenskaja        | Lars Rudolfsson      | Orionteatern                     |
| 1989 |                                | Min vän Harvey (Harvey) Mary Chase                                    |                      | Uppsala stadsteater              |
| 1993 | Maria Vasiljevna Vojnitskij    | Onkel Vanja (Дядя Ваня, Djadja Vanja) Anton Tjechov                   | Joachim Siegård      | Boulevardteatern                 |